# Seznam dílů seriálu Vinaři
Toto je seznam dílů seriálu Vinaři. Český televizní seriál Vinaři uvedla TV Prima 31. srpna 2014. V hlavních rolích se objevuje Václav Postránecký, Tereza Kostková nebo Hynek Čermák. V červnu 2015 začaly přípravy druhé řady, která odstartovala 30. srpna 2015.

## Přehled řad
| Řada | Díly | Premiéra       | Premiéra          |
| Řada | Díly | První díl      | Poslední díl      |
| ---- | ---- | -------------- | ----------------- |
| 1    | 16   | 31. srpna 2014 | 14. prosince 2014 |
| 2    | 16   | 30. srpna 2015 | 13. prosince 2015 |

## Seznam dílů

### První řada (2014)
| Č. v seriálu | Č. v řadě | Název          | Režie           | Scénář                                                       | Premiéra           | Sledovanost (v mil.) | Víno                          |
| ------------ | --------- | -------------- | --------------- | ------------------------------------------------------------ | ------------------ | -------------------- | ----------------------------- |
| 1            | 1         | Narozeniny     | Vojtěch Moravec | Petr Kolečko a Jiří Vejdělek                                 | 31. srpna 2014     | 1,959                | Sylván                        |
| 2            | 2         | Kladeňáci      | Vojtěch Moravec | Tomáš Holeček, Petr Kolečko a Jiří Vejdělek                  | 7. září 2014       | 1,374                | Neuburg                       |
| 3            | 3         | Věštba         | Vojtěch Moravec | Petr Kolečko a Jiří Vejdělek                                 | 14. září 2014      | 1,266                | Tramín červený                |
| 4            | 4         | Klip           | Vojtěch Moravec | Petr Kolečko a Jaroslav Žváček, spolupráce: Jiří Vejdělek    | 21. září 2014      | 1,197                | Frankovka barrique            |
| 5            | 5         | Zápisník       | Dan Wlodarczyk  | Zuzana Dzurindová, spolupráce: Jiří Vejdělek                 | 28. září 2014      | 1,063                | Rulandské bílé mešní          |
| 6            | 6         | Sumec          | Dan Wlodarczyk  | Jiří Suchý z Tábora, Petr Kolečko, spolupráce: Jiří Vejdělek | 5. října 2014      | 1,054                | Veltlín                       |
| 7            | 7         | Košt           | Dan Wlodarczyk  | Zuzana Dzurindová, Petr Kolečko                              | 12. října 2014     | 1,057                | Pálava                        |
| 8            | 8         | Nová generace  | Dan Wlodarczyk  | Petr Kolečko, spolupráce: Jiří Vejdělek                      | 19. října 2014     | 1,083                | Rulandské modré               |
| 9            | 9         | Bomba          | Vojtěch Moravec | Jaroslav Žváček a Petr Kolečko, spolupráce: Jiří Vejdělek    | 26. října 2014     | 0,964                | Irsai Oliver                  |
| 10           | 10        | Cimbál         | Vojtěch Moravec | Zuzana Dzurindová                                            | 2. listopadu 2014  | 1,019                | Dornfelder                    |
| 11           | 11        | Špačci         | Vojtěch Moravec | Tomáš Holeček, spolupráce: Jiří Vejdělek                     | 9. listopadu 2014  | 1,131                | svatomartinský Modrý Portugal |
| 12           | 12        | Vinobraní      | Vojtěch Moravec | Zuzana Dzurindová, spolupráce: Petr Kolečko, Jiří Vejdělek   | 16. listopadu 2014 | 0,835                | Ryzlink vlašský               |
| 13           | 13        | Tour de Burčák | Vojtěch Moravec | Tomáš Holeček, Petr Kolečko, Jiří Vejdělek                   | 23. listopadu 2014 | 1,131                | Chardonnay                    |
| 14           | 14        | Lovecká sezona | Vojtěch Moravec | Tomáš Kolečko                                                | 30. listopadu 2014 | 1,057                | Cabernet Cortis               |
| 15           | 15        | Derby          | Vojtěch Moravec | Petr Kolečko, Jiří Vejdělek                                  | 7. prosince 2014   | 1,037                | Merlot                        |
| 16           | 16        | Hody           | Vojtěch Moravec | Jiří Suchý z Tábora, Petr Kolečko, spolupráce: Jiří Vejdělek | 14. prosince 2014  | 1,086                | Ryzlink rýnský                |

### Druhá řada (2015)
| Č. v seriálu | Č. v řadě | Název                 | Režie         | Scénář                                        | Premiéra           | Sledovanost (v mil.) | Víno                |
| ------------ | --------- | --------------------- | ------------- | --------------------------------------------- | ------------------ | -------------------- | ------------------- |
| 17           | 1         | Výlet                 | Martin Kopp   | Tomáš Holeček                                 | 30. srpna 2015     | 0,977                | Veltlínské zelené   |
| 18           | 2         | Léčitel               | Martin Kopp   | Zuzana Dzurindová                             | 6. září 2015       | 0,992                | André               |
| 19           | 3         | Sklípek               | Martin Kopp   | Tomáš Holeček, spolupráce: Petr Kolečko       | 13. září 2015      | 0,818                | Tramín červený      |
| 20           | 4         | Agrometal             | Martin Kopp   | Kryštof Pavelka, spolupráce: Petr Kolečko     | 20. září 2015      | 0,823                | Frankovka           |
| 21           | 5         | Strdínský batman      | Petr Nikolaev | Zuzana Dzurindová, spolupráce: Petr Kolečko   | 27. září 2015      | 0,627                | Rulandské bílé      |
| 22           | 6         | Terapie               | Petr Nikolaev | Jiří Suchý z Tábora, spolupráce: Petr Kolečko | 4. října 2015      | 0,741                | Sauvignon           |
| 23           | 7         | Návrat                | Petr Nikolaev | Kryštof Pavelka, spolupráce: Petr Kolečko     | 11. října 2015     | 0,803                | Pálava              |
| 24           | 8         | Memoriál Franty Čutka | Petr Nikolaev | Tomáš Holeček, spolupráce: Petr Kolečko       | 18. října 2015     | 0,714                | Rulandské modré     |
| 25           | 9         | Expedice Říp          | Martin Kopp   | Petr Kolečko                                  | 25. října 2015     | 0,686                | Ryzlink vlašský     |
| 26           | 10        | Blanka                | Martin Kopp   | Jiří Suchý z Tábora, spolupráce: Petr Kolečko | 1. listopadu 2015  | 0,719                | Dornfelder          |
| 27           | 11        | Policejní dorost      | Martin Kopp   | Tomáš Holeček, spolupráce: Petr Kolečko       | 8. listopadu 2015  | 0,729                | Rulandské šedé      |
| 28           | 12        | Mnich                 | Martin Kopp   | Tomáš Holeček, spolupráce: Petr Kolečko       | 15. listopadu 2015 | 0,705                | Svatovavřinecké     |
| 29           | 13        | Dožínky               | Petr Nikolaev | Tomáš Holeček, spolupráce: Petr Kolečko       | 22. listopadu 2015 | 0,729                | svatomartinská vína |
| 30           | 14        | Loupež                | Petr Nikolaev | Petr Kolečko                                  | 29. listopadu 2015 | 0,749                | Chardonnay          |
| 31           | 15        | Úplněk                | Petr Nikolaev | Petr Kolečko                                  | 6. prosince 2015   | 0,695                | Modrý Portugal      |
| 32           | 16        | Svatba                | Petr Nikolaev | Petr Kolečko                                  | 13. prosince 2015  | 0,801                | Ryzlink rýnský      |